# Senza un briciolo di testa/Settembre
Senza un briciolo di testa/Settembre è un 45 giri della cantante pop italiana Marcella Bella, pubblicato nel 1986 dall'etichetta discografica CBS.

## Descrizione
Il brano, scritto inizialmente per Mina da Gianni Bella e Mogol, arrangiato da Celso Valli, viene presentato da Marcella Bella al Festival di Sanremo 1986, classificandosi al terzo posto, sbaragliando la concorrenza di agguerrite colleghe quali Anna Oxa, Fiordaliso, Donatella Rettore (con la quale ebbe un aspro diverbio durante la diretta del Dopofestival.) e Loredana Bertè, data per favorita.

## Successo
Il singolo diventa uno dei grandi successi dell'anno, nonché uno dei più popolari in assoluto della cantante, raggiungendo la quarta posizione dei singoli. 

## Lato B
Settembre, scritto da Antonio Bella e Rosario Bella, fratelli della cantante, era il lato b del disco, contenuto anch'esso nell'album.

## Tracce
Lato A
1. Senza un briciolo di testa – 4:08 (Gianni Bella - Mogol)

Durata totale: 4:08
Lato B
1. Settembre – 3:59 (Antonio Bella - Rosario Bella)

Durata totale: 3:59

### Charts
| Chart (1986)  | Peak position |
| ------------- | ------------- |
| Italia (FIMI) | 4             |